# Congettura di Agoh-Giuga
In teoria dei numeri, la congettura di Agoh-Giuga, correlata ai numeri di Bernoulli Bk, afferma che p è un numero primo se e solo se
{\displaystyle pB_{p-1}\equiv -1{\pmod {p}}.}
Questa formulazione della congettura è dovuta a Takashi Agoh (1990); una formulazione che (come è stato dimostrato) è ad essa equivalente fu formulata nel 1950 da Giuseppe Giuga, e afferma che p è primo se e solo se
{\displaystyle 1^{p-1}+2^{p-1}+\cdots +(p-1)^{p-1}\equiv -1{\pmod {p}}.}
È una semplice conseguenza del Teorema di Eulero-Fermat che un numero primo {\displaystyle p} soddisfa quest'ultima eguaglianza. Un eventuale controesempio alla congettura sarebbe dunque un numero {\displaystyle n}, non primo, per cui valga
{\displaystyle 1^{n-1}+2^{n-1}+\cdots +(n-1)^{n-1}\equiv -1{\pmod {n}}.}
Giuga dimostrò che un eventuale controesempio {\displaystyle n} dovrebbe essere necessariamente un numero di Carmichael, divisibile per almeno 8 fattori primi distinti, e maggiore di 101000. Lavori successivi hanno verificato la congettura per gli n minori di: Bedocchi (101700), Borwein+Borwein+Borwein+Girgensohn  (1013890), Borwein+Skerritt+Maitland (1019907) e Sorini (1036067).